# Konzil der Jugend
Das Konzil der Jugend fand in den 1970er Jahren statt und war ein von der Communauté de Taizé getragenes, mehrjähriges Ereignis, das ein Überdenken von Lebens- und Verhaltensweisen mit dem Ziel eines besseren Lebens ohne Unterdrückung und ohne Kapitalismus für die gesamte Menschheit sowie den Neuaufbau und die Einheit der Kirchen in Armut durch Engagement ihrer Mitglieder (der Jugendlichen) als Zielsetzung hatte. Zentrum dieser Entwicklung sollte Jesus Christus sein. Das Konzil ging 1979 in den Pilgerweg des Vertrauens über.

## Entstehung und Vorbereitung des Konzils
1966 fand das erste Jugendtreffen mit 1400 Teilnehmern aus 30 Ländern statt. Der Gedanke zum Konzil entstand in der Folge der Maiunruhen 1968 und der daraus resultierenden Bereitschaft junger Menschen, sich für die Gesellschaft zu engagieren. Die Vorbereitung auf das Konzil der Jugend begann Ostern 1970 durch die von einem interkontinentalen Team verfasste „Fröhliche Nachricht“, einem aus vier Sätzen bestehenden Text, der die Grundfragen und -themenstellung des Konzils umreißt. In den folgenden vier Jahren entwickelte sich durch wöchentliche Treffen in Taizé (die bereits sehr starke Ähnlichkeiten mit den heutigen Wochentreffen hatten), durch Beobachtungen und Engagement in den Heimatgemeinden sowie der Globalisierung der Denkweise durch Kontakte mit Jugendlichen anderer Länder und anderer Erdteile durch Besuche und Briefe ein Grundbewusstsein für das eigentliche Konzil. Das Konzil der Jugend und dessen Vorbereitung sollte dabei keine zentral gesteuerte Bewegung sein, sondern ein aus vielen individuellen Engagements bestehendes Ganzes.

## Das Konzil
Am 30. August 1974 wurde mit 40.000 Jugendlichen das eigentliche Konzil der Jugend in Taizé durch Frère Roger eröffnet. Wesentliche Grundlage für die weiteren Arbeit wurden zwei Briefe; zum einen der von einem interkontinentalen Team erarbeitete „Brief an das Volk Gottes“, zum anderen der von Frère Roger verfasste Brief „Aufbruch ins Ungeahnte“. Elemente der Folgezeit sollten nun die individuelle Umsetzung des Miteinanderteilens und Betens im eigenen Alltag („Kampf und Kontemplation“) sowie Solidarität durch beispielsweise Besuche in anderen Ländern und auf anderen Kontinenten sein.

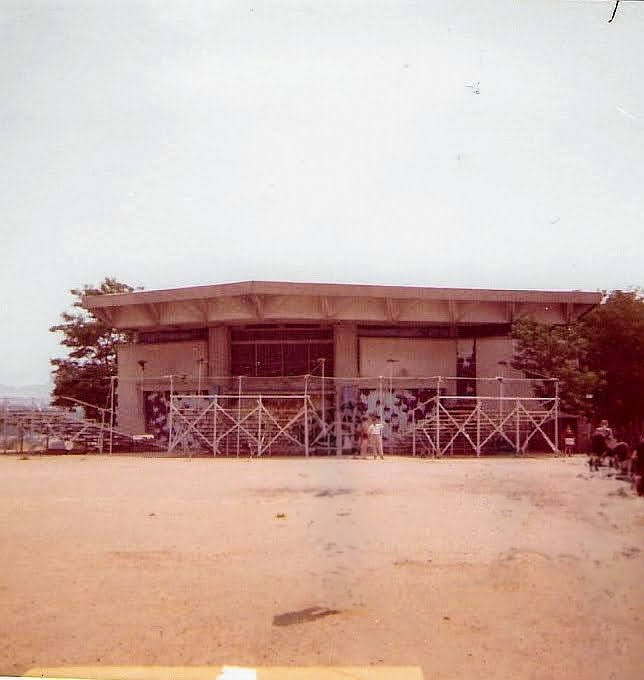
Die Versöhnungskirche in Taizé während des Konzils der Jugend 1975

Ein zweiter größerer Wegpunkt des Konzils war der im Dezember 1976 nach einem Treffen in Kalkutta entstandene „Zweite Brief an das Volk Gottes“.